# Tyto manusi
Tyto manusi е вид птица от семейство Забулени сови (Tytonidae). Видът е световно застрашен, със статут Уязвим.

## Разпространение
Видът е разпространен в Австралия, Индонезия и Папуа Нова Гвинея.